# Домбровский, Анатолий Иванович
Анатолий Иванович Домбровский  (12 декабря 1934, Кереит — 17 октября 2001, Симферополь) — советский и украинский писатель, прозаик и редактор, крымский общественный деятель.
Заслуженный деятель искусств Автономной Республики Крым (1999), лауреат литературной премии им. Н. З. Бирюкова (1975), трижды лауреат Государственной премии Автономной Республики Крым, им. Л. Н. Толстого (1997), лауреат международной премии им. Платонова (2000).

## Биография
Родился 12 декабря 1934 года в селе Коммунарном (Караит) Раздольненского района Крымской АССР. С золотой медалью окончил Раздольненскую среднюю школу.
Был членом КПСС с 1952 года. Окончил философский факультет ЛГУ в 1958 году. Работал ответственным секретарём газеты «Казахстанская правда» (1958—1970).
В 1972 году стал членом Союза писателей СССР, через год был избран крымским отделением Союза писателей СССР ответственным секретарём, позже — председателем правления. Более двадцати лет возглавлял Крымскую писательскую организацию (1973—2001). Помимо Союза писателей, с 1975 года и до конца дней бессменно избирался председателем Крымского отделения Украинского Фонда мира, с 1985 года также заместителем председателем Крымского отделения Комитета защиты мира, награждён медалями «Борец за мир» и «Советский фонд мира» (трижды).
Избирался (5 созывов) депутатом Симферопольского горсовета (1973—1989). С 1979 по 1990 гг. неизменно избирался членом Крымского обкома Компартии Украины, затем член Рескома, делегат многих партийных конференций, съездов, участник и инициатор других пропагандистских мероприятий в области культурного строительства. Награждён нагрудными значками «За культурное шефство над вооруженными силами», «За культурное шефство над селом». В течение многих лет был членом коллегии Министерства культуры Крыма, членом комиссии по культуре Крымоблсовпрофа, членом правления Союза писателей Украины, членом редколлегии журнала «Радуга».
После распада СССР в 1991 году (в связи с образованием Автономной Республики Крым и возведением границ между государствами) А. И. Домбровский стал инициатором создания Содружества русских, украинских и белорусских писателей и его органа — журнала «Брега Тавриды» и избран его главным редактором (учреждены на съезде, прошедшем в конференц-зале гостиницы «Ялта-интурист» совместно с писателями, делегированными от правлений Союзов писателей Украины, России и Белоруссии). В 1994-м Содружество преобразовано в Союз русских, украинских и белорусских писателей АРК. Целью нового Союза А. И. Домбровский видел пропаганду идей братства, единения и взаимопонимания славянских литераторов, общности их истории и культур. Под главной редакцией А. И. Домбровского на страницах «Брегов Тавриды» напечатаны десятки лучших произведений прозы, поэзии, литературоведческих и исследовательских статей по литературе, культуре, истории, философии, открыты новые литературные имена. Этот журнал навсегда остается верен пушкинской литературной традиции, постоянно отстаивает идеи дружбы и братства между народами
.
Умер 17 октября 2001 года в Симферополе.

## Память
Решением исполнительного комитета Симферопольского городского совета АРК с целью увековечивания памяти А. И. Домбровского 6 июня 2009 произведена закладка памятного камня и объявлен открытый архитектурный и градостроительный конкурс на разработку эскизных проектов по созданию памятника.

## Награды и звания
- В 1984 году награждён орденом «Знак почёта»[1].
- В 1993 году избран почётным академиком Крымской Академии наук[1].
- Почётный крымчанин (2001)[1].
- Заслуженный деятель искусств Автономной Республики Крым (1999)[2]
- Премия Автономной Республики Крым за 2001 год (посмертно)[3]

А. И. Домбровский автор более 60 произведений прозы (в том числе 24 романов, 18 повестей и многих рассказов).

## Основные сочинения
- «Голубая тень белого камня» («Детская литература», 1970)
- «Красная каска» («Детская литература», 1974) посвящена борьбе партизанского отряда из Мамайских каменоломен Красные каски.
- «Сладкая земля» («Детская литература», 1977)
- «Вернись и вспомни» («Таврия», Симферополь, 1977)
- «Тритогенея Демокрита» («Детская литература», 1980)
- «Птичьи ветры» («Таврия», 1981)
- «Все радости и печали» («Таврия», 1983)
- «Сад Эпикура» («Детская литература», 1983)
- «Философы» («Дніпро», Киев, 1985)
- «Переправа» («Таврия», 1985)
- «Красная Таврида» («Таврия», 1987)
- «Оправдание» (1989)
- «Чёрная башня» (журнал «Радуга», № 7, 8, 1989)
- «Падение к подножию пирамид» («Дар», Симферополь, 1993)
- «Смерч» («Брега Тавриды», 1993)
- «Бегство» («Армада», 1997)
- «Чаша цикуты» («Армада», 1997)
- «Великий Стагирит» (роман «Армада», 1998)
- «Платон, сын Аполлона» («Армада», 1998)
- «Золотой век Аспасии» («Брега Тавриды», № 1-2 2001)
- «Гнев гробницы Атрея)» (Избранное «Таврия», 2002)
- «Перикл» («Армада», 2002)
- «Точка опоры» (журнал «Брега Тавриды», № 6, 2002, № 1, 2003)